# Azusa (virus máy tính)
Azusa là virus máy tính được phát hiện tháng 1 năm 1991. Nguồn gốc của virus chưa rõ nhưng được tin là ở Hồng Kông. Virus này là loại virus nhiễm vào boot sector của ổ đĩa cứng (bảng phân vùng).